# حسن شریف‌زاده
سیدحسن شریف‌زاده تبریزی معلم مدرسه مموریال تبریز و از مبارزان جنبش مشروطه در تبریز بود.

## شرح حال

صفحه اول روزنامه انجمن ۵ شعبان ۱۳۲۶

پدر وی سیدمحمد شریف‌العلماء تبریزی از ادبا و فضلای آذربایجان بود. کودکی را نزد پدر آموزش دید و از همان ابتدا به آموزش و آموختن شوق بسیار داشت وارد مدرسه مموریال گردید و هم‌زمان به آموختن زبان فرانسه پرداخت. پس از مدتی خود در زمره معلمان همان مدرسه درآمد و در چند مدرسه جدیدی که پس از خیزش و جنبش مشروطه آغاز بکار کرده بودند، تدریس میکرد. بنا به گفته سیدحسن تقی‌زاده، شاگردانش به او عشق میورزیدند. روحیه آزادی‌خواهی و اصلاح طلبی را حتی قبل از شروع جنبش داشت و پس از پیروزی انقلاب به مجاهدین پیوست و عضو انجمن تبریز شد.

## فعالیت‌ها
علاوه بر آموزش شاگردان، در برپایی تجمع‌ها و گردهمایی شاگردان و معلمان فعال بود و در زمان قیام تبریز از افراد فعال و عمده انجمن بحساب می آمد و در جریان مذاکره مجاهدین تبریز با عین‌الدوله از طرف انجمن مأمور گردید.
شریف‌زاده علاوه بر فعالیت فرهنگی، از اعضاء اصلی مرکز غیبی تبریز بود که توسط او و علی مسیو و حاج علی دوافروش و عده دیگر تأسیس شده بود. این مرکز فعالیت‌های مجاهدین را هماهنگ میکرد.

## ترور و مرگ
روز چهارشنبه ۲۷ رجب ۱۳۲۶ هجری قمری حوالی ظهر وی به همراه حاج مهدی کوزه‌کنانی از انجمن خارج شده و نزدیک کنسولگری فرانسه دو نفر به وی شلیک می‌کنند او را به داخل کنسولگری میبرند ولی بعد از نیم ساعت فوت می‌کند.
دوست و همکار او هوارد باسکرویل که او هم در مدرسه مموریال تدریس میکرد بعد از کشته شدن شریف‌زاده به صف مجاهدین تبریز پیوست و او هم در این راه کشته شد.

## 
- هوارد باسکرویل